# George G. Mateescu
George G. Mateescu (n. 1892 – d. 1929) a fost un istoric român și arheolog român, conferențiar la Universitatea din Cluj. A fost bursier al Școlii române din Roma între anii 1922-1924 și apoi, după decesul lui Vasile Pârvan, director al acestei instituții între anii 1927-1929.